# Anyphops minor
Anyphops minor là một loài nhện trong họ Selenopidae.
Loài này thuộc chi Anyphops. Anyphops minor được George Newbold Lawrence miêu tả năm 1940.